# Srpen 2008
1. srpna – pátek
 Exekutor zablokoval městu Karlovy Vary nemovitý majetek v celkové hodnotě mezi šesti a osmi miliardami korun kvůli nezaplacenému soudnímu poplatku.
 Brazilský prezident Luis Inacio Lula da Silva založil mezinárodní fond pro ochranu deštných pralesů Amazonie a na boj se změnou klimatu, jehož cílem je do roku 2021 shromáždit 21 miliard dolarů na zavedení udržitelného hospodaření.
3. srpna – neděle
 Ruský spisovatel a držitel Nobelovy ceny za literaturu Alexandr Isajevič Solženicyn zemřel v Moskvě na infarkt myokardu.
5. srpna – úterý
 Ve volně přístupném bývalém vepříně v Kozmicích na Benešovsku bylo objeveno několik metrů krychlových vysoce toxických odpadů.
6. srpna – středa
  Rwandská vláda obvinila bývalé nejvyšší politiky Francie z podílu na vyvraždění 800 tisíc Tutsiů a Hutuů, když v roce 1994 pomáhali vyzbrojit pachatele genocidy.
 Mauritánského prezidenta, premiéra a ministra vnitra zajali vojáci během státního převratu.
7. srpna – čtvrtek
 Bankovní rada České národní banky poprvé od dubna 2005 snížila základní úrokovou sazbu o čtvrt procenta.
8. srpna – pátek
  V Pekingu byly slavnostně zahájeny XXIX. letní olympijské hry 2008.
 Gruzínský prezident Saakašvili nařídil plnou mobilizaci vojenských záloh v reakci na ruský vojenský zásah do konfliktu se separatisty z Jižní Osetie, když ruská letadla bombardovala území Gruzie. (celá zpráva)
 Ve Studénce na Novojičínsku se zřítil před projíždějící vlak EuroCity Comenius silniční most. Podle aktuálních informací bylo při tomto neštěstí 67 lidí zraněno, z toho 13 těžce. Šest zemřelo na místě (5 Češek a 1 Polák), jeden Ukrajinec zemřel po převozu do nemocnice. (celá zpráva)
9. srpna – sobota
  Česká střelkyně Kateřina Emmons zvítězila ve střelbě ze vzduchové pušky XXIX. letních olympijských hrách v Pekingu.
 Válka v Jižní Osetii (2008) – Ruské letectvo bombardovalo v noci území Gruzie, zejména vojenskou základnu u Tbilisi a oblast ropovodu Baku-Tbilisi-Ceyhan, který spojuje Kaspické moře se Středozemním. Gruzínský parlament schválil dekret o vyhlášení válečného stavu a konfliktem se má dnes zabývat Rada bezpečnosti OSN.
 V nemocnici v Chicagu zemřel známý americký herec Bernie Mac
10. srpna – neděle
  Český střelec David Kostelecký zvítězil ve střelbě na trap na olympijských hrách v Pekingu.
  Separatistická republika Abcházie vyhlásila mobilizaci vojenských záloh, parlament vyhlásil válečný stav a prezident Sergej Bagapš požádal Rusko, aby posílilo vojenskou přítomnost na gruzínsko-abchazské hranici.
11. srpna – pondělí
 Americký velvyslanec v Radě bezpečnosti OSN obvinil Rusko ze snahy násilně svrhnout gruzínskou vládu.
Ruská armáda vpadla do severní Gruzie a obsadila město Gori 60 km severozápadně od Tbilisi.
  Gruzínský prezident Saakašvili přistoupil na všechny návrhy Evropské unie k ukončení konfliktu s Ruskem v Jižní Osetii.
12. srpna – úterý
 Ruský prezident Dmitrij Medveděv nařídil ozbrojeným silám Ruské federace ukončit vojenské operace v Gruzii. Ruský ministr zahraničí Sergej Lavrov vyzval k rezignaci gruzínského prezidenta Michaila Saakašviliho.
 Gruzínský prezident Michail Saakašvili oznámil, že Gruzie vystoupí z Ruskem ovládaného Společenství nezávislých států (SNS).
13. srpna – středa
 Plánované mrakodrapy na pražské Pankráci se podle rozhodnutí Výboru světového dědictví UNESCO musí snížit, jinak poškodí panorama historického města a Praze by hrozilo vyškrtnutí ze seznamu světového dědictví.
 Ministři zahraničí zemí Evropské unie se mimořádném zasedání v Bruselu shodli na ochotě vyslat mírové jednotky do Gruzie. Česká republika se chce do mírových sil zapojit.
 Ministr zdravotnictví Tomáš Julínek oznámil, že Česká republika prohrála arbitrážní spor s firmou Diag Human a měla by jí zaplatit 8,33 miliard korun.
14. srpna – čtvrtek
 Česká střelkyně Kateřina Emmons získala ve střelbě ze sportovní malorážky stříbrnou medaili na letních olympijských hrách v Pekingu.
 Polsko se s USA dohodlo na podmínkách umístění americké raketové základny systému protiraketové obrany a obě strany podepsaly upravující instalaci systému.
15. srpna – pátek
 Vodní slalomáři Jaroslav Volf a Ondřej Štěpánek vybojovali v kategorii C2 stříbrnou medaili na XXIX. letních olympijských hrách v Pekingu.
16. srpna – sobota
 Český skifař Ondřej Synek získal stříbrnou olympijskou medaili.
 Ruský prezident Dmitrij Medvěděv podepsal dohodu o příměří v Gruzii. Za Gruzii podepsal tento dokument Michail Saakašvili již předchozí večer.
17. srpna – neděle
 Podle zpráv agentury Reuters je Ukrajina ochotna dát státům NATO k dispozici svůj systém protiraketové obrany poté co Rusko odstoupilo od dlouhodobé rusko-ukrajinské smlouvy o spolupráci zahrnující tento systém.
18. srpna – pondělí
 Pákistánský prezident Parvíz Mušaraf oznámil v televizním projevu, že rezignuje na svou funkci. Stalo se tak několik dní poté, co se politici vládní koalice dohodli na zahájení procesu jeho odvolání.
19. srpna – úterý
 Při projednávání konfliktu v Gruzii se ministři zahraničí států NATO shodli na tom, že Rusko porušilo mezinárodní právo a vyzvali k urychlenému stažení jeho vojsk z gruzínského území.
20. srpna – středa
 Letadlo McDonnel Douglas MD-82 společnosti Spanair havarovalo při startu z madridského letiště Barajas. Neštěstí nepřežilo 153 lidí ze 172, kteří byli na palubě.,
21. srpna – čtvrtek
  Česká oštěpařka Barbora Špotáková zvítězila na olympijských hrách v Pekingu, když hodem 71,42 metru vytvořila nový evropský rekord.
 Rusko oficiálně oznámilo, že přerušuje vojenskou spolupráci s NATO, která se rozvíjela od roku 2002.
22. srpna – pátek
 Ruský ministr obrany Anatolij Serďukov oznámil, že Rusko dokončilo stahování vojenských jednotek z Gruzie. Ministerstvo obrany USA ale uvedlo, že žádné výrazné známky stažení ruských jednotek nezaznamenalo.
 V Afghánistánu v provincii Herát koaliční síly vedené USA zabily 76 civilistů, většinou ženy a děti. Oznámila to agentura Reuters s odvoláním na afghánské ministerstvo vnitra.
23. srpna – sobota
 Barack Obama si vybral předsedu senátního výboru pro zahraniční vztahy Josepha Bidena jako kandidáta Demokratické strany na post viceprezidenta USA.
  K jednomu z největších skandálů v historii olympijských her došlo v závěru turnaje taekwon-do, když Kubánec Angel Valodia Matos po prohraném zápase o bronz v kategorii nad 80 kg napadl dva rozhodčí a jednoho z nich zranil.
24. srpna – neděle
 Pád letadla Boeing 737-200 společnosti Itek Air u kyrgyzské metropole Biškek byl způsoben technickými problémy. Při havárii přišlo o život 65 lidí.
26. srpna – úterý
 Rusko uznalo nezávislost Jižní Osetie a Abcházie. Dmitrij Medvěděv oba regiony uznal navzdory nesouhlasu NATO a jeho výzvám, aby se Rusko z Gruzie rychle stáhlo.
 Zemřel herec Michal Dočolomanský.
 V Číně bylo téměř 12 tisíc lidí evakuováno po explozi v chemické továrně na jihozápadě země. Nejméně 16 lidí je mrtvých, 57 zraněných a 6 nezvěstných.
27. srpna – středa
 Barack Obama byl oficiálně nominován jako kandidát Demokratické strany pro prezidentské volby. Jako viceprezidentský kandidát byl potvrzen senátor ze státu Delaware, Joe Biden.
 Monzunové deště způsobily v severovýchodní Indii nejhorší záplavy za posledních 80 let. Bez domova se ocitlo dva milióny lidí, počet obětí je odhadován na 10–50. Některé oblasti země jsou zcela nepřístupné.
29. srpna – pátek
 Senátor John McCain oznámil, že viceprezidentskou kandidátkou do prezidentských voleb bude guvernérka státu Aljaška Sarah Palin.
30. srpna – sobota
 Obyvatelé obce Nové Heřminovy v místním referendu zavázali radnici, aby využila všech zákonných prostředků k tomu, aby zabránila výstavbě přehrady, která má část obce zatopit.
31. srpna – neděle
 Hurikán Gustav dosáhl kategorie 4 a zasáhl Kubu. V New Orleans je nařízena povinná evakuace. Město hurikán zasáhne v pondělí večer SELČ.